# Телебачення США

Велика печатка США — державна емблема, що використовується для підтвердження автентичності документів, випущених урядом Сполучених Штатів Америки.

Комерційне радіомовлення у США з'явилося на початку ХХ століття. Початком етапу формування комерційного радіомовлення в США прийнято вважати 2 листопада 1920 року, коли в Пітсбурзі (штат Пенсильванія) розпочала мовлення радіостанція «KDKA». Одночасно в цьому місті в одному з промислових центрів США відкрилася експериментальна станція «SXK», яка стала регулярно транслювати «музичні та розмовні програми у вигляді ток-шоу».
Однак прикладом для формування комерційного радіомовлення США стала поява в ефірі радіостанції «WEAF» у Нью-Йорку (пізніше «WNBC», а тепер «WFAN»). Радіостанція зробила ставку на рекламу — вона зарекомендувала себе як рекламна станція зі своєю відомою програмою «десятихвилинна реклама». Радіостанція «WFAN» використовувала цікавий прийом подачі реклами: класичні мелодії супроводжуються рекламними роликами фірми спонсора, а також встановила нижню межу кількості трансляції одного рекламного повідомлення, яке при збільшенні супроводжується прогресуючою системою знижок. Основна мета привернути якомога більшу кількість рекламодавців, які цікавляться просуванням своїх товарів і послуг на споживчому ринку. Пізніше радіостанція стала першою, що почала транслювати спортивні новини цілодобово.
Пізніше з'явилася NBC — одна з найбільших американських мовних корпорацій, яка зуміла утворити дві потужні радіостанції: NBC — Red і NBC — Blue. Потім 1927 року була створена радіостанція CBS, а в 1934 році процес формування великих мовних компаній завершився при утворенні Mutual Broadcasting System.
Вже на початку 2007 року в США функціонували більше 10950 комерційних станцій.

## Телеканали та телемережі

Логотип CBS Broadcasting inc.

Логотип The American Broadcasting Company (ABC)

Логотип Fox Broadcasting Company

Комерційне телебачення США складається з основних чотирьох мереж — NBC (1926 р.), CBS (1927 р.), ABC (1943 р.), Fox (1986 р.).

Логотип National Broadcasting Company

NBC — найстаріша з телерадіомереж США, була заснована 1926 року. NBC стала першою мережею, яка запровадила регулярне телемовлення. Все почалося з першої телетрансляції дня відкриття церемонії на Нью-Йоркській Всесвітній виставці 1939 року. 1 липня 1941 року була запущена перша телереклама. Це була реклама годинників від компанії Bulova, яка тривала 10 секунду ефірного часу і коштувала $9. Наразі передачі телекомпанії можуть прийматися в більш ніж 110 мільйонах домогосподарств, майже у 99 % сімей, що мають телевізійні приймачі. Філії компанії розташовані в 200 містах США, ведуть мовлення 10 керованих NBC станцій. Наразі найпопулярніші програми: серіал «Трансплантація», шоу «Голос», ток-шоу «Пізньою ніччю з Сетом Майерсом».
CBS — перша за популярністю телемережа США. Сьогодні телемережа нараховує близько 200 телевізійних станцій і філій. За статистичними даними, у 2014—2015 роках протягом тижня кількість глядачів досягла 124 млн осіб. Програми займають перше місце у ключових демо-версіях США, включаючи загальну аудиторію, дітей, дорослих, афроамериканців та латиноамериканців. Ми маємо глобальний охоплення понад 4,3 мільярда абонентів у понад 180 країнах. Найпопулярніші програми зараз: політичне телешоу «60 хвилин», шоу «Вечір із Стівеном Кольбертом», реаліті-шоу «Survivor».
ABC — ще одна телевізійна мережа США, власником якої є The Walt Disney Company. Має більше 232 дочірніх телевізійних станцій по всій території Сполучених Штатів. Всі вони мають високі результати на своїх місцевих ринках і більшість із них займають перші місця в ключових рейтингах Нільсена для дорослих 18-49 та 25-54. За рейтингами 2020 року, цю мережу дивляться у більше, ніж 72 % усіх домоволодінь. Популярні програми: ток-шоу «Good Morning America», реаліті-шоу «The Bachelorette», телесеріал «Анатомія пристрасті».
Fox — стала четвертою найбільшою телемережею у 1986 році. Її створили на противагу вже існуючим трьом мережам. Вже з самого початку мережа мала перевагу у тому, що пропонувала контент для аудиторії до 49 років, на відміну від NBC, CBS та ABC, програми яких нерідко приваблювати старшу аудиторію. Наразі вона об'єднує близько 140 станцій на території США, що забезпечило охоплення 95 % американських домогосподарств. Наразі найбільше дивляться: шоу «The Masked Singer», науково-фантастичний телесеріал «NEXT» та телесеріал «Блудний син».

Логотип The CW Television Network

Напротивагу вже існуючій четвірці комерційного телебачення з'явилася безкоштовна мережа CW. Вона була створена як спільне підприємство Warner Bros. Entertainment і CBS Corporation. Спочатку лінійка програм мережі була призначена в основному для жінок у віці від 18 до 34 років. З 2011 року мережа намагається робити контент, який буде цікавий і чоловікам, і жінкам. За даними 2017 року, їх частка була поділена порівну — по 50 %.

## Найпопулярніші комерційні телеканали США
За даними 2019 року, комерційне телебачення займає 90 % усього телебачення Сполучених Штатів Америки. Наразі комерційні телеканали США охоплюють, мабуть, усі існуючі тематичні ніші. Наприклад:

### Новини

Логотип CNN

CNN — телеканал, створений 1980 року американським бізнесменом Тедом Тернером. Став першим телеканалом, який почав транслювати новини цілодобово. Відповідно до результатів рейтингу Нільсена, ресурс займає першу сходинку серед телеканалів новин США. За даними з офіційного сайту телеканалу, його дивляться у більш ніж 449 мільйонах домівок та готельних номерів. Завдяки тому, що канал транслював у прямому ефірі війну у Перській затоці 1991 року, з'явився термін «ефект CNN» — ним описується вплив цілодобових каналів новин на сприйняття міжнародних подій.
Проте, не дивлячись на максимально точний виклад фактів та всесвітню довіру, телеканал потрапив до міжнародного скандалу. У матеріалі 2019 року про те, як у різних країнах світу святкують Новий рік, телеканал CNN опублікував фото з окупованого Сімферополя із позначкою «Simferopol, Russia». У відповідь в українському посольстві в США порадили CNN «ретельніше перевіряти факти».

### Науково-популярна сфера

Логотип National Geographic Channel

Логотип Discovery Channel

National Geographic — телеканал, який транслює документальні фільми, основний зміст яких найчастіше має відношення до науки, природи, культури і історії. Сьогодні сигнал телеканалу доступний в 171 країні світу на 45 мовах (з 2017 року доступний українською). За інформацією з офіційного сайту ресурсу, National Geographic, Nat Geo WILD і Nat Geo Mundo продовжують транслюють сюжети щонайменше у 433 мільйонах домогосподарств.
Discovery — американський канал, який спочатку транслював документальні телепрограми, орієнтовані в основному на популярну науку, технології та історію, але з 2010-го року він розширився до реаліті-шоу та псевдонаучних змін. Станом на 31 грудня 2019 року на каналі приблизно 277 мільйонів підписників та глядачів на міжнародних ринках.

### Бізнес

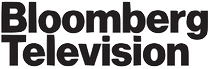
Логотип Bloomberg Television

Bloomberg Television — цілодобовий міжнародний канал, що транслює інформацію про фінанси, бізнес-новини і тд. Його дивляться у більше 310 мільйонів домогосподарств. Канал транслює інтерв'ю з відомими людьми у бізнес-сфері, огляд політичних подій, які впливають на економіку, бізнес-прогнози та інш. СКАНДАЛ: 2011 року Bloomberg скорегували копію звернення президента США Барака Обами про державний обов'язок, вирізавши частину виступу, в якому мова йшла про заборгованості США, і про те як це має вплинути на економіку країни. Тоді телеканалу оголосили догану.

### Музика

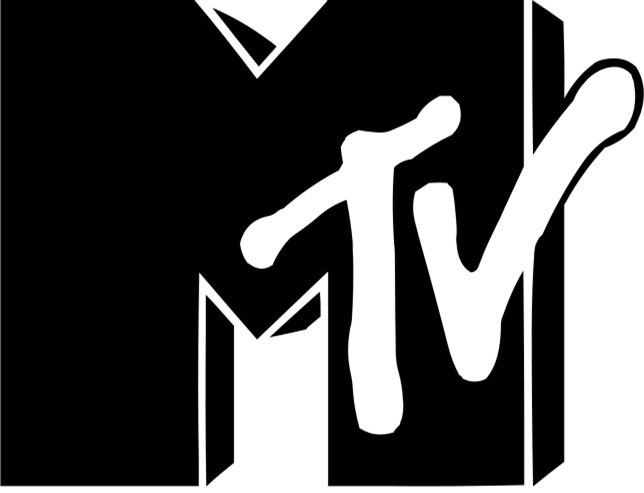
Логотип MTV

MTV — телеканал, який спочатку транслював музичні кліпи під керівництвом телеведучих-відеожокеїв (оголошували кліпи як диктори на радіо). Пізніше канал почав транслювати не лише кліпи, а й реаліті-шоу. Зараз програмування MTV охоплює широкий спектр жанрів і форматів, спрямованих в першу чергу на покоління Z, підлітків і молодих дорослих. Наразі телеканал має аудиторію у більше ніж 100 мільйонів глядачів.

### Дитяче телебачення

Логотип Cartoon Network

Cartoon Network — телеканал, який транслює контент для дітей віком від 6 до 13 років. Є найбільшим у світі телеканалом для дитячої аудиторії. Тут транслюються як мультиплікаційні програми, так і ті, що мають навчальне спрямування. Крім того, канал має блоки в ефірі, коли транслюються пізно вночі. Це пов'язано з тим, що у цих блоках є сіткоми, оригінальна і синдикована анімація, а також японські аніме, в яких є теми для дорослих, такі як кров, сексуальні ситуації і ненормативна лексика. За даними 2020 року, аудиторію каналу складають близько 85 мільйонів глядачів.

### Мода

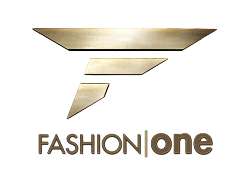
Логотип Fashion One

Fashion One — один із найбільших телеканалів США, що цілодобово транслює програми, пов'язані з модою, розвагами та способом життя — прямі включення з показів мод, реаліті-шоу, документальні фільми, подорожі, інтерв'ю з зірками (моделі, стилісти, фотографи і тд). Наразі аудиторія каналу складається з близько 100 мільйонів глядачів.